# Ростовцев, Дмитрий Михайлович
Дми́трий Миха́йлович Росто́вцев (21 декабря 1929 год, Устюжна Вологодской области — 8 апреля 1999, Санкт-Петербург) — учёный-кораблестроитель, ректор Ленинградского кораблестроительного института (1976—1999).
Родился в Вологодской области, детство и юность пришлись на годы Великой Отечественной войны. Раскрыл свой талант в г. Ленинграде, став ярким педагогом, оригинально мыслящим учёным и эффективным организатором в сфере высшего образования на посту ректора Ленинградского кораблестроительного института. Один из немногих советских учёных, преподававших в зарубежных высших учебных заведениях на языке страны пребывания.

## Биография

### Ранние годы
Родился в городе Устюжна Вологодской области в 1929 году в семье врачей — Михаила Дмитриевича Ростовцева (1891—1946) и Марии Алексеевны (1897—1971). Отец участвовал в Первой мировой войне и Великой Отечественной войне в качестве врача. Мать — медсестра, из семьи ссыльных революционеров. Дед по отцу — священник Богородице-Рождественского собора.
Д. М. Ростовцев окончил Пестовскую школу № 2 с серебряной медалью. В годы войны помогал в прифронтовом госпитале Пестово и принимал участие в работах на временном местном аэродроме.
В 1947 году поступил в Ленинградский кораблестроительный институт. В годы обучения помогал семье, занимаясь репетиторством. Окончил институт в 1953 году. Являясь перспективным студентом, получил приглашение продолжить обучение в аспирантуре ЛКИ на кафедре кораблестроения. Обучался под руководством ведущих корабелов — ректора ЛКИ Евгения Васильевича Товстых, легендарного создателя «Щуки» Бориса Михайловича Малинина, академика Игоря Дмитриевича Спасского.

### Научная карьера
Преподавал на кафедре строительной механики корабля в Ленинградском кораблестроительном институте (1959—1976). Выполнил научные работы, связанные с определением внешних сил, действующих на суда и плавучие сооружения в условиях волнения на водной поверхности, и с решением проблем динамического взаимодействия конструкций судна с жидкостью при вибрации и ударах. 
В конце 1960-х годов получил предложение отправиться в зарубежную двухгодичную командировку для преподавания в Бразилии на английском языке. В процессе подготовки к поездке выяснилось, что преподавать придётся на языке страны пребывания. В короткие сроки освоил португальский язык. Стал профессором Федерального морского университета в городе Рио-де-Жанейро (1969—1971). Награждён золотой медалью научно-технического общества судостроителей Бразилии.
В 1973 году защитил докторскую диссертацию. В 1974 году получил звание профессора. В 1976 году сменил Е. В. Товстых на посту ректора Ленинградского кораблестроительного института.

Выпускник Корабелки 1953 года Дмитрий Михайлович, получив фундаментальное образование в области кораблестроения, связал свою жизнь и научные интересы с кафедрой строительной механики корабля, где вскоре появилась одна из первых научных работ, где был изложен новый принцип расчёта судовых перекрытий, хорошо известный теперь метод Д. М. Ростовцева.
— Из воспоминаний ученика Д. М. Ростовцева профессора Евгения Ильича Картузова
Руководил научными исследованиями в области волновых нагрузок, автор решения уравнений движения судна, известных теперь как уравнения качки судна в форме Д. М. Ростовцева.
Разработал новый подход, объединяющий задачи прочности и гидромеханики, в результате чего появился новый курс «Гидроупругие колебания судовых конструкций» для студентов Кораблестроительного факультета. Руководил исследованиями по проблемам снижения интенсивности акустического поля кораблей.
Дмитрий Михайлович Ростовцев — автор более 180 научных работ, включая монографии и учебные пособия в области строительной механики корабля, вибрации корабля, прочности судовых конструкций, акустики машин и механизмов.
Организовал строительство научной базы Ленинградского кораблестроительного института в городе Приморске. Внёс большой вклад в обеспечение строительства учебно-научного корпуса, двух общежитий, здания библиотеки и других объектов Ленинградского кораблестроительного института, а также в оснащение института современным лабораторным и учебным оборудованием. 
В 1980—1990-е годы привлёк для преподавания в институте крупных математиков и физиков, начал обучение по гуманитарным специальностям. К 1990 году под руководством Д. М. Ростовцева ЛКИ превратился в уникальный институт политехнического профиля, готовящий специалистов по всем основным направлениям, связанным с проектированием и постройкой кораблей, энергетических установок и оборудования, систем управления и специальных систем. В ноябре 1990 года ЛКИ получил статус морского технического университета.
В 1991 году Д. М. Ростовцев избран в Академию транспорта Российской Федерации. Член Российского национального комитета по теоретической и прикладной механике
В 1992 году профессору Ростовцеву была вручена памятная наградная медаль «Пётр Великий» за деятельность, связанную с развитием морских наук и подготовкой специалистов по морским профессиям.
В 1999 году присуждена премия Президента Российской Федерации (Указ № 1334) в области образования.
Умер в апреле 1999 года. В октябре 2015 года у главного входа Санкт-Петербургского государственного морского технического университета была установлена памятная доска в честь Дмитрия Михайловича Ростовцева. На мемориальной доске присутствуют ещё две фамилии — ректора ЛКИ Е. В. Товстых и проректора ЛКИ П. И. Плесевичюса.

## Семья
- Жена — Елизавета Кузнецова (1928—1998)
- Дочь — Наталия